# Jack Cardiff
Pour les articles homonymes, voir Cardiff (homonymie).
Jack Cardiff est un directeur de la photographie et réalisateur britannique, né le 18 septembre 1914 à Great Yarmouth (Angleterre) et mort le 22 avril 2009 à Ely (Angleterre).

## Biographie
Jack Cardiff a travaillé notamment avec Michael Powell, Alfred Hitchcock, Albert Lewin, Joseph Mankiewicz, King Vidor. Pionnier de l'utilisation du procédé Technicolor, il fut, en 1951, directeur de la photographie de L'Odyssée de l'African Queen de John Huston, avec Katharine Hepburn et Humphrey Bogart.
Récompensé par deux Oscars, l'un en 1947 pour la photographie du Narcisse noir et l'autre en 2001 pour l'ensemble de son œuvre, il a également été nommé, en tant que directeur de la photographie, en 1956 pour Guerre et paix et en 1961 pour Fanny, et en 1960 comme réalisateur pour Amants et fils.
Jack Cardiff est mort en avril 2009 dans sa maison du Cambridgeshire à Ely, dans le Sud de l'Angleterre, à l'âge de 94 ans.

## Filmographie partielle

### Comme réalisateur
- 1953 : The Story of William Tell (long-métrage inachevé)
- 1958 : Tueurs à gages (Intent to kill)
- 1959 : Fils de forçat (Beyond This Place)
- 1960 : Amants et Fils (Sons and Lovers)
- 1961 : Ma geisha (My Geisha)
- 1962 : Le Lion (The Lion)
- 1964 : Les Drakkars (The Long Ships)
- 1964 : Le Jeune Cassidy (Young Cassidy)
- 1965 : Le Liquidateur (The Liquidator)
- 1968 : Le Dernier Train du Katanga (The Mercenaries) - également directeur de la photo
- 1968 : La Motocyclette (Naked Under Leather) - également directeur de la photo et scénariste
- 1973 : Penny Gold
- 1974 : The Freakmaker

### Comme directeur de la photographie
- 1935 : Les Derniers Jours de Pompéi (The Last Days of Pompeii)
- 1937 : La Baie du destin (Wings of the Morning)
- 1938 : La Caccia alla volpe nella campagna Romana
- 1938 : Paris on Parade
- 1939 : World Windows
- 1939 : Main Street of Paris
- 1940 : Peasant Island
- 1941 : Western Isles
- 1941 : Queen Cotton
- 1941 : Plastic Surgery in Wartime
- 1941 : Green Girdle
- 1942 : This Is Colour
- 1942 : Out of the Box
- 1942 : Colour in Clay
- 1942 : Border Weave
- 1942 : The Great Mr. Handel
- 1943 : Scottish Mazurka
- 1944 : Missions secrètes (Western Approaches)
- 1945 : César et Cléopâtre (Caesar and Cleopatra)
- 1946 : Une question de vie ou de mort (A Matter of Life and Death)
- 1947 : Le Narcisse noir (Black Narcissus)
- 1948 : Les Chaussons rouges (The Red Shoes)
- 1948 : Scott of the Antarctic
- 1949 : Les Amants du Capricorne (Under Capricorn)
- 1950 : Peintres et artistes montmartrois
- 1950 : La Rose noire, The Black Rose
- 1951 : Paris
- 1951 : Pandora (Pandora and the Flying Dutchman)
- 1951 : La Boîte magique (The Magic Box)
- 1951 : L'Odyssée de l'African Queen (The African Queen)
- 1952 : It Started in Paradise
- 1953 : The Story of William Tell
- 1953 : The Master of Ballantrae
- 1954 : Il Maestro di Don Giovanni
- 1954 : La Comtesse aux pieds nus
- 1955 : Guerre et Paix (War and Peace)
- 1957 : Les clameurs se sont tues (The Brave One)
- 1957 : Le Prince et la Danseuse (The Prince and the Showgirl)
- 1957 : La Cité disparue (Legend of the Lost)
- 1958 : Les Vikings (The Vikings)
- 1958 : The Big Money
- 1961 : Fanny
- 1973 : Scalawag
- 1975 : Mais où est donc passé mon poney ? (Ride a Wild Pony)
- 1977 : Le Prince et le Pauvre (Crossed Swords)
- 1978 : Mort sur le Nil (Death on the Nile)
- 1979 : Le Cinquième Mousquetaire (The Fifth Musketeer)
- 1979 : Un homme, une femme et une banque (en) (A Man, a Woman and a Bank) de Noel Black
- 1979 : Avalanche Express
- 1980 : The Awakening
- 1981 : Les Chiens de guerre (The Dogs of War)
- 1981 : Le Fantôme de Milburn (Ghost Story)
- 1983 : La Dépravée (The Wicked Lady)
- 1984 : Pavillons lointains (The Far Pavilions) (feuilleton TV)
- 1984 : Scandalous (en)
- 1984 : Les Derniers Jours de Pompéi (The Last Days of Pompeii) (feuilleton TV)
- 1984 : Conan le Destructeur (Conan the Destroyer)
- 1985 : Cat's Eye
- 1985 : Rambo 2 : La Mission (Rambo: First Blood Part II)
- 1986 : Taï-Pan
- 1987 : Million Dollar Mystery
- 1989 : Call from Space
- 1990 : The Magic Balloon
- 1991 : Vivaldi's Four Seasons
- 1998 : The Dance of Shiva
- 2000 : The Suicidal Dog
- 2004 : The Tell-Tale Heart
- 2005 : Lights 2

### Comme acteur
- 2001 : Larry and Vivien: The Oliviers in Love

## Récompenses et distinctions
Récompenses
- Oscars 1948 : Oscar de la meilleure photographie pour Le Narcisse noir
- National Board of Review Awards 1960 : National Board of Review Award du meilleur réalisateur pour Amants et Fils
- New York Film Critics Circle Awards 1960 : New York Film Critics Circle Award du meilleur réalisateur pour Amants et Fils
- Golden Globes 1961 : Golden Globe du meilleur réalisateur pour Amants et Fils
- Festival de Valladolid 1965 : Prix CEC pour Le Jeune Cassidy
- Oscars 2001 : Oscar d'honneur pour l'ensemble de son oeuvre
- British Film Institute Awards 2002 : BFI Fellowship d'honneur pour sa carrière

Nominations
- Golden Globes 1948 : nomination au Golden Globe de la meilleure photographie pour Le Narcisse noir
- Oscars 1957 : nomination à l'Oscar de la meilleure photographie pour Guerre et paix
- Festival de Cannes 1960 : en compétition pour la Palme d'or pour Amants et Fils
- Oscars 1961 : nomination à l'Oscar du meilleur film et à l'Oscar du meilleur réalisateur pour Amants et Fils
- Oscars 1962 : nomination à l'Oscar de la meilleure photographie pour Fanny
- Baftas 1985 : nomination au Bafta TV de la meilleure photographie pour Pavillons lointains